# Гербовая башня
Гербовая башня (Колымажные, Гербовые, Красные или Золотые Государевы ворота) — бывшая башня на территории Московского Кремля, построена в 1636 году над Колымажными воротами. Авторами являлись русские зодчие Бажен Огурцов, Антип Константинов, Трефил Шарутин и Ларион Ушаков. Разобрана в 1801-м, в первой половине XIX века на её месте был возведён Большой Кремлёвский дворец.

## История

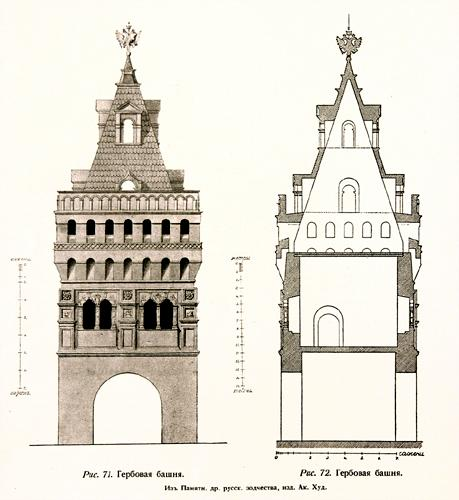
Чертежи башни, «Памятники древнего русского зодчества». Издание Академии художеств, 1895

### Колымажные ворота

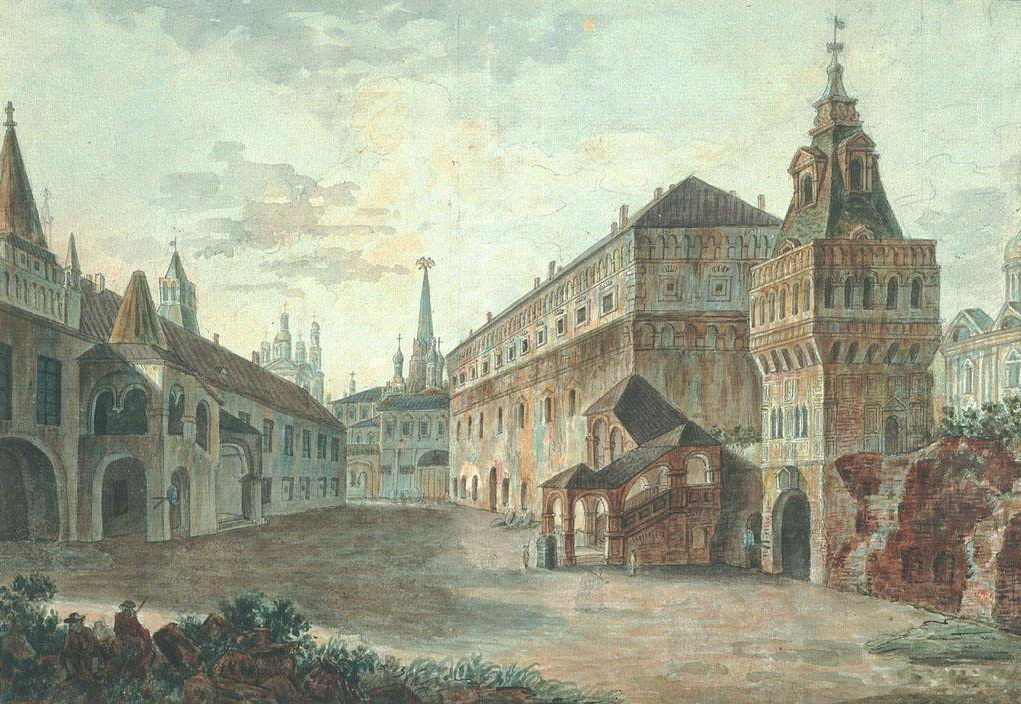
Гербовая башня в начале XIX века, художник Фёдор Алексеев

Во второй половине XV века ансамбль Московского Кремля стремительно развивался, по приглашению Ивана III в столицу стали приезжать иностранные зодчие. Для дополнительной защиты Переднего государева двора под руководством итальянского архитектора Алевиза Фрязина построили новое кольцо кирпичных стен. В западной части оставили два входных проёма: большой для всадников и повозок, малый — для пешеходов. Этот въезд получил своё название в честь находившегося поблизости двора Конюшенного приказа. Колымажные ворота в основном служили для повседневных царских выездов, а большие парадные выходы и посольства проходили с восточной стороны.

### Строительство башни

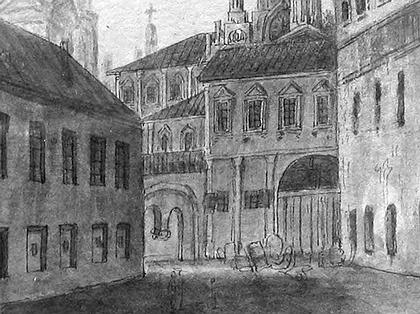
Конюшенный двор, Гербовые ворота и приказ Большого дворца. Неизвестный художник школы Фёдора Алексеева, XIX век

Башня над Колымажными воротами была возведена в 1636 году. Работами руководили мастера каменных дел Бажен Огурцов, Антип Константинов, Трефил Шарутин и Ларион Ушаков — создатели целого ряда кремлёвских строений: Теремного дворца, Светличной и Поваренной палат. Новая башня продолжала их архитектурный замысел и была оформлена в схожем стиле. Например, ширинки боковых лопаток второго яруса башни украсили точно такими же розетками, что находятся в поясе третьего этажа Теремов. За красоту убранства башня вскоре получила имя Красная, а из-за основной функции её также называли Золотые Государевы ворота.
К середине 1670-х перед башней образовалась трапециевидная площадь, по очертаниям похожая на будущую Сенатскую. Гербовая башня и въезд на Колымажный двор ограничивали площадь со стороны Боровицких ворот. На планах XVIII века видно, что левое крыльцо Гербовых ворот соединяло их с задним фасадом Большого дворца Бориса Годунова, а правое вело в Иконный терем.
Охраной царского двора занимались пятьсот стрельцов, почти половина из них сторожила Гербовые ворота. Основатель археологического направления русской исторической науки Иван Забелин в своей книге «История города Москвы» упоминает указ от 26 февраля 1684 года, в котором запрещалось «ставиться с лошадями и в других местах возле дворца поблизку», именно с той же Боровицкой стороны у Красных ворот, как обозначалась известная впоследствии Гербовая башня.

### Снос строения

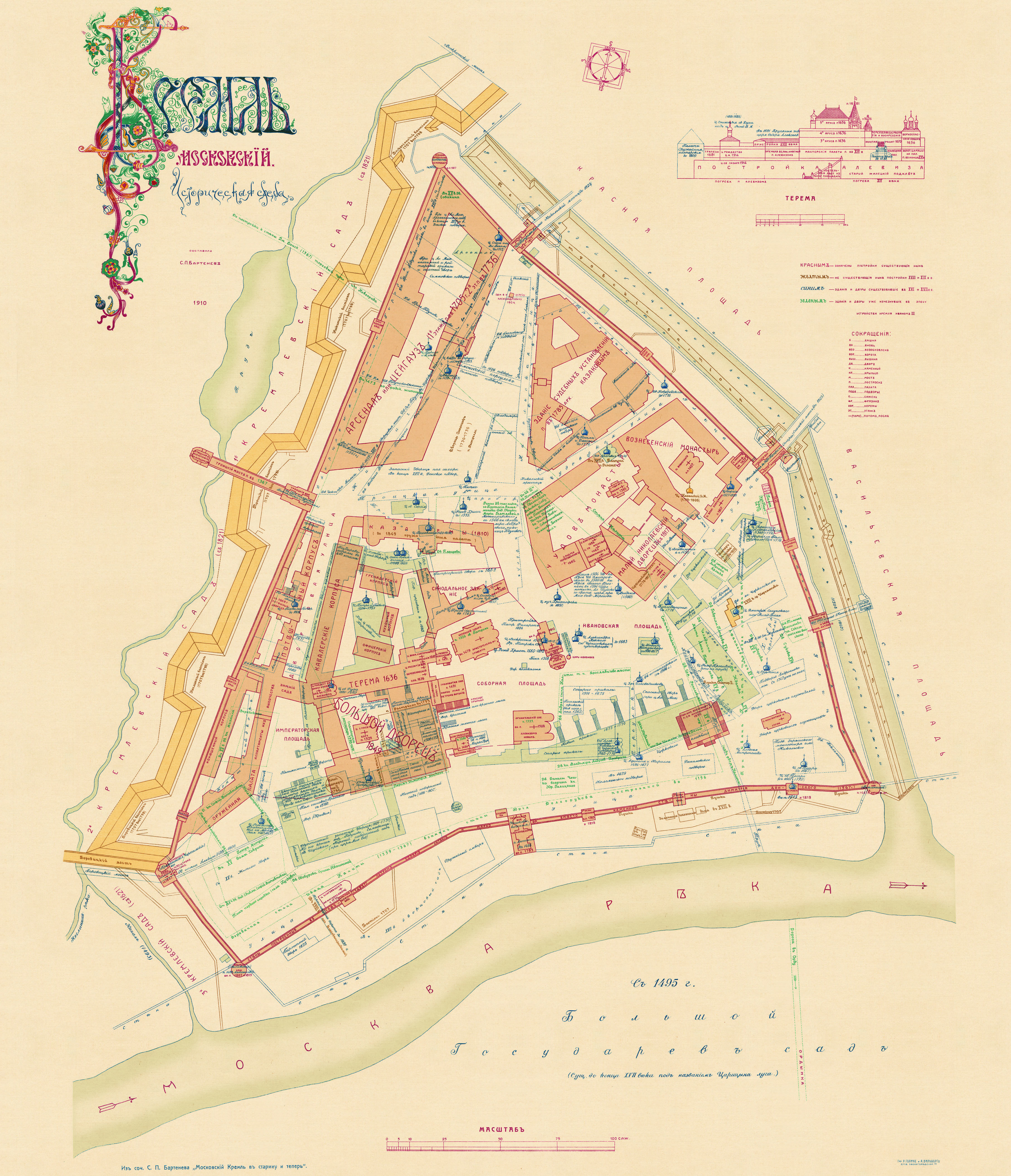
Башня на схеме исторических зданий Кремля

До переноса столицы в Санкт-Петербург Гербовая башня поддерживалась в хорошем состоянии. Как только царь перестал жить в Кремле, многие здания стали приходить в упадок. В описи ветхостей дворца от 1713 года говорилось: «В Колымажных воротах снизу углы от мокроты высыпались, также и в стенах кирпич выпал». А уже в 1722-м опись указывала, что «столбы, стены и своды ветхи, <…> ворота большие деревянные створчатые ветхи».
С начала 1801 года московские власти готовились к церемонии коронации Александра I. Начальник Дворцового Ведомства Пётр Валуев отдал приказ «навести чистоту и порядок» на территории Кремля. Устаревшие и утратившие свои изначальные функции постройки сносились вне зависимости от их исторической и художественной ценности. В этот период были разрушены Сретенский собор и ансамбль дворца Бориса Годунова. Согласно докладу Валуева, Гербовую башню следовало немедленно снести «вследствие ея безобразия, бесполезности и вреда от притона в ней бродячего люда и скопления около нея всякой нечистоты».
В 1801 году Гербовую башню разобрали, а вместе с ней и последние фрагменты стены Переднего государева двора Ивана III, Богоявленскую церковь и многие другие здания. На их месте образовался пустырь, который в 1840-х годах использовали под строительство Большого Кремлёвского дворца.
Почти через сто лет после сноса, в 1895 году, Колымажные ворота послужили образцом для перестройки Дмитровской башни Нижегородского кремля.

## Архитектура
Квадратная в плане башня делилась на четыре этажа. На первом располагались две въездные арки с железными воротами. На втором этаже находился просторный зал без перекрытий. Третий отличался сложностью инженерной конструкции, поскольку служил основанием каменной шатровой вершины. Снаружи его окружали два оборонительных пояса: снизу шёл ряд с машикулями, а сверху — с утопленными бойницами. Над ними проходила огороженная парапетом галерея с деревянным полом.
Как и почти все башни Кремля в XVII веке, завершал композицию декоративный черепичный шатёр с дозорными вышками. Его освещали два ряда окон в стиле итальянского ренессанса, венчал композицию медный золочёный герб на «яблоке». Часовые, охранявшие царские покои, следили ещё и за городом и подавали сигнал тревоги в случае пожара.
Снаружи каждый этаж был оформлен индивидуально, декор фасада отличался пышностью и необычным смешением стилей. Платформу третьего уровня украшали готические щипцы. Второй ярус украшали белокаменная резьба и пары фигурных окон, характерных для восточной архитектуры. Вокруг них располагались гербовые изразцы с символикой Астрахани, Великого Новгорода, Вятки, Нижнего Новгорода, Казани, Перми, Пскова, Смоленска, Твери, Чернигова, Югры и Болгарии. Благодаря этим изразцам к концу XVIII века башня и получила название Гербовой.
О параметрах башни архивные документы сообщают следующее:
Колымажные ворота <...> с конца XVIII ст. Гербовыми, или Гербовою башнею, по изображению на них разных гербов на изразцах и наверху орла с московским гербом <...> имели в проезде две сажени ширины, 1 саж. в проходной калитке и 4 саж. длину проезда. В этом проезде пол был настлан дощатый железный прутчатый.

## См. также

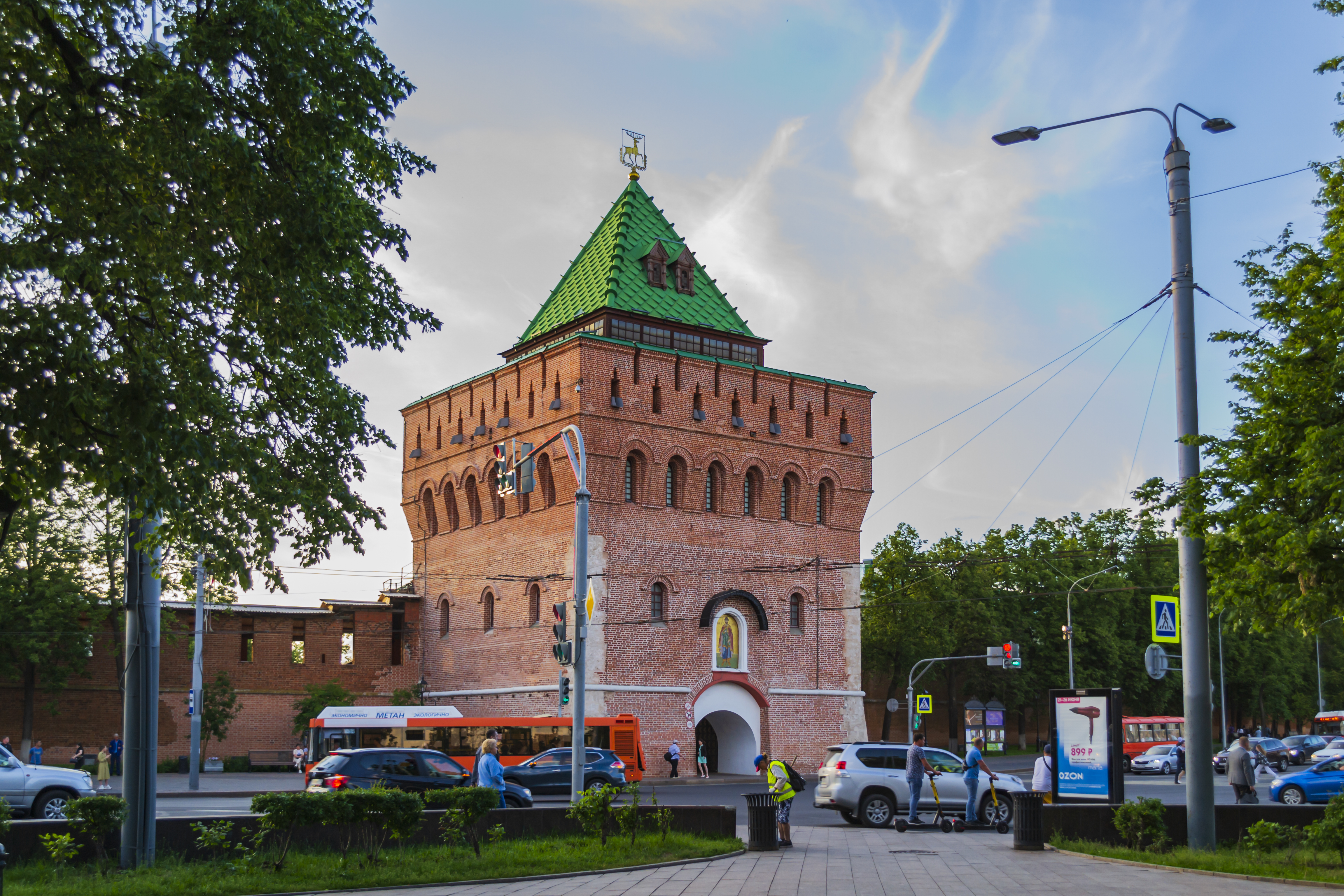
Дмитриевская башня Нижегородского кремля